# 东塔寺乡
东塔寺乡，是中华人民共和国宁夏回族自治区吴忠市利通区下辖的一个乡镇级行政单位。

## 行政区划
东塔寺乡下辖以下地区：
柴园村、李园村、石佛寺村、刘碱滩村、洼路沟村、二道桥村、东塔寺村、干饭渠村、新接堡村和白寺滩村。